# 藤原诠子
藤原诠子是日本历史上的第一位女院，院号为东三条院。圆融天皇女御，一条天皇生母。父关白藤原兼家，母藤原时姬。同母兄藤原道隆、藤原道兼，同母弟藤原道长。以国母权威多干预政事，为藤原道长一门崛起的强大助力。

## 人物生平

### 入内与诞育皇子
藤原诠子为父藤原兼家与母藤原时姬的次女，生于应和2年（962年）。天元元年（978年），藤原诠子被父亲送入圆融天皇后宫，此前她的同母姐姐藤原超子也已进入冷泉天皇后宫并生下三子一女。圆融天皇为冷泉天皇同母弟，二人之母皆为兼家之姐藤原安子，即诠子为圆融天皇表亲。入内后，诠子被封为女御，居住的宫殿为凝华舍。

诠子入内之时，圆融天皇后宫中有中宫藤原媓子和女御藤原遵子两人。翌年天元二年（979年）六月三日，中宫媓子崩逝，中宫无主。天元三年（980年）一月，诠子获封从四位下，当时她已怀孕。而此时遵子因其父亲藤原赖忠是关白的缘故，早已是从四位上。

虽然在地位上被遵子领先，但据《荣华物语》所说，诠子性格温婉，最受天皇宠爱。天皇只是因为赖忠是关白才重视遵子，其实喜欢的是诠子。同天元三年（980年），诠子按规矩退出皇宫到父亲兼家的东三条府邸待产，后于天元三年（980年）六月一日生下圆融天皇第一皇子怀仁亲王。圆融天皇想看皇子，却因忌惮关白赖忠而未能成行。

### 中宫之争
后位懸空，诠子和遵子都想成为中宫。诠子的父亲藤原兼家认为女儿生有皇嗣，必为中宫。然而天元五年（982年）三月十一日，无子的藤原遵子被立为中宫，兼家的愿望落空了。从此之后，诠子和父亲住在一起，圆融天皇数次想见诠子，兼家都叫诠子拒绝不见。同年怀仁亲王举行穿袴仪式，诠子才终于回宫，但三日后就又离开了皇宫。整个圆融天皇时代，诠子终是不得成为中宫。但她所生的怀仁亲王为圆融天皇的独生子，在圆融天皇让位侄子花山天皇（冷泉天皇第一皇子）后，怀仁亲王被立为皇太子。

宽和二年，怀仁亲王践祚，为一条天皇。诠子以母尊遂晋从三位，又尊为皇太后，而嫡母藤原遵子仍号中宫。日本古例，嗣帝生母非皇后者，当封皇太夫人，虽然日后逾制加封皇太后的例子也有四例，但此四例的情况是前帝在位时皆不曾立皇后。至诠子时，不但没有先加封皇太夫人，再晋皇太后，而且直接封为皇太后之后，对前帝中宫未加任何尊称，算是日後皇后和中宫被一分为二的远因。

### 国母权威
一条天皇登基时尚且年幼，诠子以母后故，无论天皇去参拜石清水神社还是贺茂神社，诠子都和天皇同舆而行。日后，天皇还曾参诣藤原氏的家庙春日大社等，藤原氏外戚的隆盛达到顶峰。正历2年（991年）2月，夫圆融上皇驾崩。后诠子有疾，一条帝亲自侍奉她。同年9月16日诠子落发出家，停皇太后宫职，以其私邸东三条邸为名，称其为东三条女院，年官、年爵、封户如旧。退位后的天皇多以其居所称某院，女院即由此来，意思是诠子的地位相当于准太上天皇。这是女院这一制度的开始。

成为女院后的诠子，母仪天下，获得朝廷内外、举国上下的尊崇。她的兄弟们在外朝为高官侍奉她，政事多由诠子的意思执行。长德元年（995年），诠子的长兄关白藤原道隆、藤原道兼相继去世，诠子的侄子、道隆嫡子内大臣藤原伊周（一条天皇皇后藤原定子之兄）与弟弟大纳言藤原道长争为关白，而诠子属意道长。然而一条天皇意在伊周，不听母亲之言，诠子流泪对儿子说道：“老身说这些烦人的话，都是为了国家为了国君，但您却不听从。从今往后，老身将不问世事。”一条天皇因此不得已听从了母亲，诠子立即叫藏人头源俊贤来传达天皇的旨意，命道长为内览。

由于诠子全面支持道长，其兄道隆一族被逼入绝境，侄子藤原伊周、藤原隆家遭流放，中宮定子引咎出宫。

### 晚年生涯
长德三年（997年），诠子生病，一条天皇再次为她大赦天下。借此机会，伊周、隆家得以获释归来，期间定子中宮也携第一皇女脩子内亲王回宫。这时，一条天皇还未有子嗣。道隆死前，天皇後宫只有定子一位中宮，道隆家失势后，女御藤原义子、藤原元子相继入宫，诠子曾对这些天皇妃嫔们说，只有生下儿子的我才会看重她。长保元年（999年）11月7日，定子生下了天皇的第一皇子敦康亲王。尽管誕下皇子，后盾尽失的定子中宮还是於長保2年（1000年）2月25日被迫和藤原道长的长女女御藤原彰子并称天皇正妻的名分，定子由原来的中宫位號改称皇后，彰子則上位称中宫，史無前例的一帝二后於此誕生。

长保二年（1000年）年底，定子皇后生下一女媄子内亲王后因胎衣不下崩逝。诠子将这个孙女作为自己的养女。翌长保三年（1002）年十月，诠子迎来四十大寿，一条天皇同中宫彰子一齐前往道长的府邸上东门邸，设宴为诠子祝寿，此外一条天皇又命诸寺院为太后祈寿。然而到了润十二月，诠子的病还是加重了。天皇请医者照看诠子，而诠子不肯，令天皇担忧，四处为母亲祈祷，再度大赦天下。因为怀疑是鬼祟作孽，诠子迁藤原行成的府邸。不久就在那儿崩逝，享年四十岁。

诠子死后，尸体按当时的风俗火化，葬入藤原氏一族的族墓宇治陵。

## 轶事
- 《大镜》记载，诠子的后位竞争对手遵子立后入宫时，遵子之弟藤原公任随行。路过诠子所在的东三条府邸时，曾停马说：“这家的女御，何时才能像我姐姐一样呢？”令诠子和兼家父女怀恨在心。等到诠子封了女院入宫时，公任在随从队伍里，诠子的侍女自牛车中叫来公任，对他说：“你家那个生不出孩子的皇后（素腹后）现在怎么样了？”令公任十分羞愧沮丧[15]。
- 诠子的母亲时姬年少时，想占卜前途吉凶。于是来到二条大路，听人诵经。有一个老婆婆对时姬说：“你的子女日后必定荣华显达，没有什么事不顺心，而且福泽绵长，就像这条二条大路那样宽那样长。”等到诠子为国母，果然应验当年老婆婆之言[16]。

## 脚注
1. ↑  《大日本史·诠子传》天元元年，入居凝華舍。授正四位下，為女御。
2. ↑  《大日本史·诠子传》資性腕順，最得寵幸。帝雖以關白賴忠故，重四條中宮，意常屬女御。
3. ↑  《大日本史·诠子传》三年，出就兼家第，生一條帝。帝欲臨視之，而憚賴忠不果。
4. ↑  《大日本史·诠子传》時宮闈無主，兼家謂女御有子，必當冊立。及四條中宮立，意甚不懌。帝數召女御。兼家使女御辭。五年，一條帝著袴。是日，女御始入宮。三日乃出。終帝世，遂不得正位宮闈。
5. ↑  《大日本史·诠子传》寬和二年，進正三位。一條帝登祚，尊為皇太后。
6. ↑  见“皇太夫人”词条
7. ↑  这四个例子分别是：文德天皇母藤原顺子、清和天皇母藤原明子、阳成天皇母藤原高子、醍醐天皇母班子女王。班子女王又稍例外，她最初是亲王妃，但丈夫光孝天皇登基后未封其为皇后，而是女御。
8. ↑  诠子之子一条天皇立藤原定子为后时，当时的后宫的“三后”都已有主：太皇太后为冷泉天皇中宫昌子內親王，皇太后为诠子，中宫（皇后）为遵子。为将定子立为中宫，定子之父藤原道隆将中宫职和皇后宫职拆分开了，是故遵子称皇后，定子称中宫。日后藤原道长即如法炮制，令定子为皇后，女儿彰子为中宫，是为一帝二后。
9. ↑  《大日本史·诠子传》一條帝年尚幼，御禊及謁石清水、賀茂，后必同乘。
10. ↑  见《日本纪略·一条院·上》、《大日本史·一条天皇传》
11. ↑  《大日本史·诠子传》正曆二年，后疾，一條帝親候之。后落髮，停皇太后宮職，號東三條院，年官、年爵、封戶如舊。准太上皇，稱女院始此。
12. ↑  《大日本史·诠子传》會關白道兼薨，后欲大納言道長居職。帝不聽，后流涕曰：「媼所煩言者，為國為君，而不聽從。自今而後，媼不復言事。」帝不得已聽之。后即呼藏人頭源俊賢傳敕，以道長內覽。
13. ↑  《大日本史·藤原元子传》：時帝未有嗣，東三條院每曰：「唯生皇子者吾重之。」
14. ↑  《大日本史·诠子传》長德三年，后又疾。帝大赦天下救之。三年十月，帝與中宮幸道長上東門第，設宴賀后壽四十，又命諸寺祈后壽。閏十二月，后疾劇。延醫視之，后不肯。帝大憂之，萬方禱祈，大赦天下。以有鬼祟，遷藤原行成第。尋崩，年四十。
15. ↑  《大日本史·诠子传》寬和二年，進正三位。一條帝登祚，尊為皇太后。初四條中宮立，備儀入宮，中宮弟公任從焉。路過兼家東三條第，公任駐馬曰：「此家女御，何日得復如此。」女御、兼家聞而銜之。及上號入宮，公任適在扈從，辨內侍自車中喚公任謂曰：「素腹后今何如？」公任大慚沮。
16. ↑  《大日本史·诠子传》。二月，敕贈后母時姬正一位。初時姬少時，欲卜前途吉凶，出二條大路，聽輿人之誦。有一老婆謂時姬：「娘子後必榮顯，無事不濟，以廣以長，如此大路。」果如其言。